# マリリン・マズール
マリリン・マズール（Marilyn Mazur、1955年1月18日 - ）は、デンマークのパーカッショニスト、ドラマー、作曲家、ボーカリスト、ピアニスト、ダンサー、バンドリーダーである。彼女はニューヨークで生まれ、6歳からデンマークに住んでいる。彼女はポーランド系およびアフリカ系アメリカ人の血筋をひいている。1975年以来、彼女はさまざまなグループでパーカッショニストとして演奏してきた。その中にはアレックス・リエルとのシックス・ウィンズ (Six Winds)がある。マズールは主に独学だったが、デンマーク音楽アカデミーでパーカッションの学位を取得している。

## 略歴
彼女は、ジョン・チカイ、ピエール・ドゥルジュ（ニュー・ジャングル・オーケストラ）、ニールス＝ヘニング・エルステッド・ペデルセン、パレ・ミッケルボルグ、アリルド・アンデルセン、エバーハルト・ウェーバー、ペーター・コヴァルト、ジーン・リー、ヤン・ガルバレク、マイルス・デイヴィス、ウェイン・ショーター、ギル・エヴァンス、ダファー・ヨーゼフ、および平林牧子（平林牧子トリオ）を含むたくさんのミュージシャンと演奏してきた。
1989年、彼女は、ピアニストのElvira Plenar、シンガーのAina Kemanis、トランペット奏者のニルス・ペッター・モルヴェル、夫クラウス・ホウマン（ベース）、そしてアウドゥン・クライヴェとともに2人目のドラマーとして、バンド「Future Song」を結成した。後にジャズ・シンガーのトーン・オース (Tone Åse)がバンドに加わった。第2のプロジェクトであるパーカッション・パラダイスでは、パーカッショニストのベニータ・ハーストラップ、リズベス・ダイアーズ、ビルギット・レーケと定期的に演奏している。
1989年、1990年、1995年、1997年、1998年、2002年のアメリカの雑誌『ダウン・ビート』は、マズールを「幅広い認知に値するパーカッションの才能」として選んだ。2001年、彼女は世界最大の国際ジャズ賞であったジャズパー賞を受賞している。

## バンド歴
- マイルス・デイヴィス・バンド (Miles Davis Band) 1985年–1986年、1988年–1989年
- ギル・エヴァンス・オーケストラ (Gil Evans Orchestra) 1986年
- ウェイン・ショーター (Wayne Shorter) 1987年

## ギャラリー

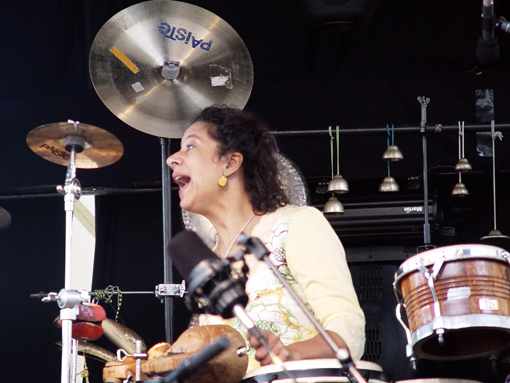
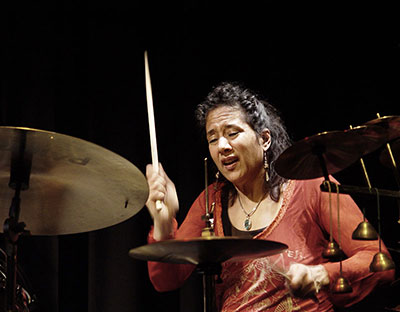
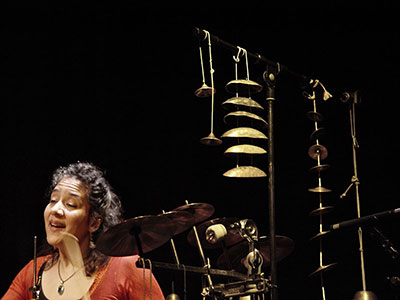
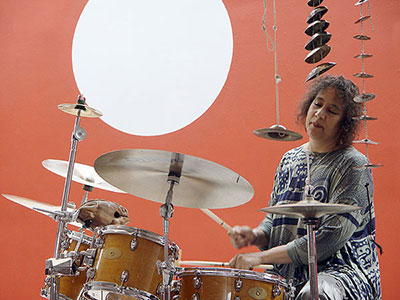
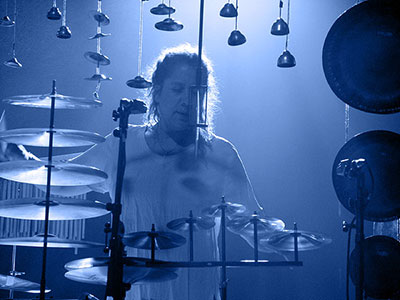
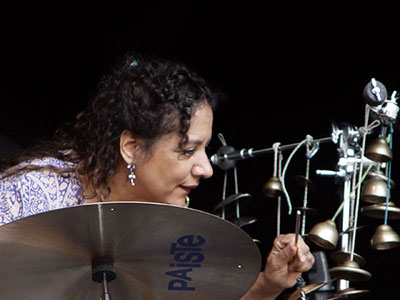
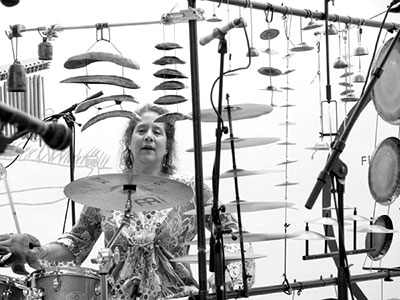

## 受賞歴
- ベン・ウェブスター賞 ベン・ウェブスター財団、1983年
- JASA賞 デンマークのジャズ・ジャーナリスト、1989年
- ジャズパー賞、2001年
- エディション・ウィルヘルム・ハンセンス作曲賞、2004年
- デンマーク・ジャンゴ・ドール（レジェンド）、2006年
- 無制限のコミュニケーション Telenor、2007年
- ユーロコア - JTI ジャズ賞、2010年
- The Grethe Kolbe Grant デンマーク指揮者協会、2013年
- 『ダウン・ビート』誌 ナンバー1・ジャズ・パフォーマー（6回）

## ディスコグラフィ

### リーダー・アルバム
マリリン・マズール、ジョセフィン・クロンホルム、ジョン・テイラー、アンデルシュ・ヨルミン
- Celestial Circle (2011年、ECM)

マリリン・マズール / ヤン・ガルバレク
- 『トウェルヴ・ムーン』 - Twelve Moons (1992年、ECM)
- 『ヴィジブル・ワールド』 - Visible World (1995年、ECM)
- Rites (1998年、ECM)
- 『エリクシール』 - Elixir (2008年、ECM)

マリリン・マズールズ・フューチャー・ソング
- Future Song (1990年、veraBra)
- Small Labyrinths (1994年、ECM)
- All the Birds (2002年、Stunt)
- Daylight Stories (2004年、Stunt)

Ocean Fables
- Ocean Fables (1986年、Stunt)
- Havblik (1991年、veraBra)

マリリン・マズール & Pulse Unit
- Circular Chant (1995年、Storyville)

マリリン・マズール・グループ
- 『タングルド・テンプテイションズ & ザ・マジック・ボックス』 - Tangled Temptations & The Magic Box (2010年、Stunt)

マリリン・マズール、フレデリク・ルンディン、カスパー・バイ
- 『マルバ・オーケストラ』 - Maluba Orchestra (2019年、Stunt)

### 参加アルバム
パレ・ミッケルボルグ & マイルス・デイヴィス
- 『オーラ』 - Aura (1985年)

ケティル・ビヨルンスタ
- La Notte (2013年、ECM)

リンジー・クーパー
- Oh Moscow (1989年、Victoriaville)

ヨン・バルケ & ザ・マグネティック・ノース・オーケストラ
- Further (1993年、ECM)

エレーナ・エケモフ
- Forget-me-not (2012年、L & H Production)

ハリー・ベケット & クリス・マクレガー
- Grandmothers Teachings (1995年、ITM)

ギル・エヴァンス & ローラン・キュニー
- Rhythm A Ning (1988年、EmArcy)
- Golden Hair (1988年、EmArcy)

エバーハルト・ウェーバー
- Stages of a Long Journey (2005年、ECM)

ヒシュテン・ブローテン・ベルグ
- Stemmenes skygge (2005年、Heilo) ※with Lena Willemark